# Maison internationale des arts de la marionnette
 (janvier 2022).
La mise en forme du texte ne suit pas les recommandations de Wikipédia : il faut le « wikifier ».
Les points d'amélioration suivants sont les cas les plus fréquents :
- Les titres sont pré-formatés par le logiciel. Ils ne sont ni en capitales, ni en gras.
- Le texte ne doit pas être écrit en capitales (les noms de famille non plus), ni en gras, ni en italique, ni en « petit »…
- Le gras n'est utilisé que pour surligner le titre de l'article dans l'introduction, une seule fois.
- L'italique est rarement utilisé : mots en langue étrangère, titres d'œuvres, noms de bateaux, etc.
- Les citations ne sont pas en italique mais en corps de texte normal. Elles sont entourées par des guillemets français : « et ».
- Les listes à puces sont à éviter, des paragraphes rédigés étant largement préférés. Les tableaux sont à réserver à la présentation de données structurées (résultats, etc.).
- Les appels de note de bas de page (petits chiffres en exposant, introduits par l'outil «  Source ») sont à placer entre la fin de phrase et le point final[comme ça].
- Les liens internes (vers d'autres articles de Wikipédia) sont à choisir avec parcimonie. Créez des liens vers des articles approfondissant le sujet. Les termes génériques sans rapport avec le sujet sont à éviter, ainsi que les répétitions de liens vers un même terme.
- Les liens externes sont à placer uniquement dans une section « Liens externes », à la fin de l'article. Ces liens sont à choisir avec parcimonie suivant les règles définies. Si un lien sert de source à l'article, son insertion dans le texte est à faire par les notes de bas de page.
- La présentation des références doit suivre les conventions bibliographiques. Il est recommandé d'utiliser les modèles {{Ouvrage}}, {{Chapitre}}, {{Article}}, {{Lien web}} et/ou {{Bibliographie}}. Le mode d'édition visuel peut mettre en forme automatiquement les références.
- Insérer une infobox (cadre d'informations à droite) n'est pas obligatoire pour parachever la mise en page.

Pour une aide détaillée, merci de consulter Aide:Wikification.
Si vous pensez que ces points ont été résolus, vous pouvez retirer ce bandeau et améliorer la mise en forme d'un autre article.
La Maison Internationales des Arts de la Marionnette (MIAM), a ouvert ses portes en automne 2018.
Le bâtiment, domicilié dans l'îlot Saint-Viateur dans l'arrondissement d'Outremont à Montréal, a occupé plusieurs fonctions au fil du temps,. Originellement, une écurie servant à accueillir les chevaux des pompiers, il a ensuite été transformé en appartement, puis en divers centres communautaires, pour finalement être abandonné en 2006,. Entièrement rénové, il a maintenant pour mission la promotion des arts de la marionnette.
Créé conjointement par Casteliers et l'Association québécoise des marionnettistes (AQM), il a bénéficié de subventions municipales dans le cadre d'un programme créé dans le but de soutenir les legs du 375e anniversaire de Montréal.
Outre les locaux de Casteliers et de l'AQM, l'édifice abrite une salle de spectacle, un atelier de fabrication, ainsi qu'une salle multifonctionnelle. Il a été pensé de manière à pouvoir soutenir des activités de diffusion, de résidence, de formation, de promotion et de réseautage.